# 水吉镇
水吉镇是中国福建省南平市建阳区下辖的一个镇。

## 行政区划
水吉镇共辖1个社区、28个行政村，分别是：
水吉社区、郑墩村、营头村、青田村、吴中村、玉瑶村、池中村、七里岚村、渡船头村、后井村、南岭村、良源村、南山村、叶中村、陈地村、仑尾村、辛溪坪村、大梨村、双溪村、黄西溪村、留中村、仁山村、安口村、黄家店村、后巷村、市头村、和平村、建设村、民主村。

## 文物
全国重点文物保护单位建窑古瓷窑址位于该镇。